# Le Seul et l'Unique
Pour les articles homonymes, voir The One and Only.
Pour plus de détails, voir Fiche technique et Distribution.
Le Seul et l'Unique (The One and Only) est un film américain réalisé par Carl Reiner et sorti le 3 février 1978 aux États-Unis et le 22 novembre 1978 en France.

## Synopsis
Au début des années 1950, dans une université américaine du Midwest, Mary Crawford est abordée par Andy Schmidt, un étudiant vaniteux et égocentrique, convaincu de son talent de comédien et dont l'objectif est de devenir une célébrité.
Il poursuit Mary, pourtant fiancée, de son assiduité et peu à peu cette dernière se laisse séduire et succombe finalement à son charme. Mary décide de présenter son prétendant à ses parents, guindés, qui habitent Columbus, dans l'Ohio. Les jeunes gens arrivent en retard et lors des présentations, Andy, dans une manifestation sentimentale incongrue, les étreint en les appelant maman et papa. Au cours du repas, il ponctue ses propos d'exubérantes démonstrations théâtralisées.
Peu de temps après, à la fin de leur programme d'études, Mary et Andy se marient devant un juge de paix et s'installent à New York, ville où veut vivre Andy afin de conquérir Broadway. Six mois plus tard, si Mary travaille dans un bureau, Andy est toujours sans emploi, les quelques rôles qu'il pouvait décrocher lui sont refusés par les metteurs en scène en raison de l'interprétation libre et personnelle qu'il en donne. Le couple vit misérablement dans une unique pièce avec comme seule ressource le modeste salaire de Mary et cette dernière, enceinte, est obligée de demander une aide financière à ses parents. 
La vie d'Andy va être bouleversée quand il rencontre Milton Miller, un nain, également à la recherche de rôles de comédien. Par son intermédiaire, il fait la connaissance de Sidney Seltzer, un organisateur de combats de catch. Sidney va exploiter le jeu de comédien d'Andy et faire de lui un personnage de ce sport, bientôt adulé par le public et dont la notoriété est amplifiée par l'essor des retransmissions télévisées des combats.

## Fiche technique
- Titre français : Le Seul et l'Unique[1]
- Titre original : The One and Only
- Réalisation : Carl Reiner
- Scénario : Steve Gordon
- Musique : Patrick Williams
- Directeur de la photographie : Victor J. Kemper
- Montage : Bud Molin
- Décors : Edward C. Carfagno • Ruby R. Levitt
- Costumes : Moss Mabry
- Production : Steve Gordon • David V. Picker
- Société de production : Balmoral Associates • First Artists
- Sociétés de distribution : American Broadcasting Company • Legend Films • Paramount Pictures
- Pays :  États-Unis
- Genre : Comédie
- Format : Couleur • Stéréo • 1,85:1 • 35 mm
- Durée: 97 minutes
- Date de sortie : 
  - États-Unis : 3 février 1978
  - France : 22 novembre 1978

## Distribution
- Henry Winkler : Andy Schmidt
- Kim Darby : Mary Crawford
- Gene Saks : Sidney Seltzer
- William Daniels : M. Crawford
- Harold Gould : Hector Moses
- Polly Holliday : Mme Crawford
- Hervé Villechaize : Milton Miller
- Anthony Battaglia : Little Andy
- Ed Begley Jr. : Arnold - The King
- Brandon Cruz : Sherman
- Lucy Lee Flippin : Agatha Franklen
- Charles Frank : Paul Harris
- Chavo Guerrero, Sr. : Indian Joe
- H.B. Haggerty : Captain Nemo
- Dennis James : lui-même
- Will Seltzer : Eddie
- Mary Woronov : Arlene
- Richard Karron : The Elephant
- Peter Brocco : Le chasseur d'autographes